# Contes des Hautes Terres
Contes des Hautes Terres est une série de bande dessinée fantastique. Elle reprend le personnage d'Algernon Woodcock, héros d'une série parallèle où il est entré en contact avec le monde des fées alors qu'il n'était qu'un homme. Dans cette série-ci, il a arrêté de travailler et consacre sa vie à recueillir des histoires légendaires à travers l'Écosse. La série est une superposition de ces histoires.
Il y a deux albums contenant chacun deux histoires, les quatre histoires sont indépendantes.

## Description

### Synopsis

#### 1rehistoire
Une jeune fille et un jeune homme, cousins germains, s'aiment tendrement et veulent se marier. Mais les parents de la jeune fille, qui les hébergent, refusent parce qu'il n'a pas de bien, et le chassent. Pour gagner de l'argent, le jeune homme devient bandit de grand chemin. Mais il tombe dans une embuscade de la police et il est tué. La jeune fille désespérée se remarie, mais au moment de la cérémonie le spectre du jeune homme apparaît, accuse le marié de l'avoir trahi, le tue, et emporte la jeune fille avec lui.

#### 2ehistoire
Une orpheline s'occupe de son petit frère qui est malade. Une nuit, elle est obligée de partir dans la neige à travers la forêt pour chercher un médecin. Mais pendant son trajet elle rencontre des personnes mystérieuses faisant un banquet dehors comme si de rien n'était. L'orpheline, envoûtée et oubliant son frère, accepte de boire et danser avec eux. Ce n'est qu'au matin qu'elle se rend compte de ce qu'elle a fait. Elle court au village demander un médecin, mais elle découvre que plusieurs décennies se sont passées pendant la nuit, et que son frère vient de mourir de vieillesse à l'âge de 87 ans.

#### 3ehistoire
Un homme méchant et avare marche dans la lande. Il rencontre un nain qui lui demande de l'aide, au début il refuse mais accepte quand le nain lui promet de l'argent. Ils vont tous deux à un endroit reculé où se trouve un coffre, et le nain lui demande simplement d'ouvrir le couvercle pour que la lune éclaire l'intérieur. L'homme s'exécute et à sa stupeur voit que le coffre est plein de pièces de monnaie. Le nain lui demande de brasser les pièces plusieurs heures contre un peu d'argent en plus. À la fin le nain paye l'homme, mais l'homme essaie de le voler. Le nain le change en loup pour le punir.

#### 4ehistoire
Sur une petite île de l'ouest, les chats se mettent à disparaître. On découvre qu'ils sont enlevés par un homme de main au service d'un riche héritier de l'île. Ce dernier a appris que son père avait caché son héritage dans un endroit gardé par un chat doté de la parole, et il torture tous les chats pour vérifier s'ils sont capables de parler. Mais le chat en question, plus malin, le prend au piège, il lui donne des visions à distance et lui fait croire qu'il torture un chat alors qu'il torture un homme cette fois-ci. Les villageois horrifiés découvrent la scène et attrapent l'héritier.

## Publications

### Albums
- 1 La Longue Nuit, Delcourt, Terres de Légendes, octobre 2002
Scénario : Mathieu Gallié - Dessin : Phil Castaza, Guillaume Sorel - Couleurs : Phil Castaza - (ISBN 2-84055-867-X)[1]
- 2 La Sixième Couronne, Delcourt, Terres de Légendes, mai 2006
Scénario : Mathieu Gallié - Dessin : Gwendal Lemercier, Guillaume Sorel - Couleurs : Gwendal Lemercier - (ISBN 2-84789-220-6)